# José Duaso y Latre (obraz Goi)
José Duaso y Latre – obraz olejny wykonany przez hiszpańskiego malarza Francisca Goyę (1746–1828). Obecnie znajduje się w Muzeum Sztuk Pięknych w Sewilli.

## Okoliczności powstania
Po zakończeniu hiszpańskiej wojny niepodległościowej toczonej przeciwko Napoleonowi i przywróceniu monarchii absolutnej, w Hiszpanii zapanował terror i prześladowania liberałów, zwolenników konstytucji i popierających Francuzów (tzw. afrancesados – sfrancuziałych), z którymi sympatyzował Goya. Obawiając się konfiskaty majątku i poważniejszych represji Goya rozważał emigrację. Pierwsze miesiące 1824 roku spędził ukrywając się w domu swojego przyjaciela jezuity José Duaso y Latre, którego sportretował w dowód wdzięczności. Inskrypcja w prawym dolnym rogu głosi: D. Jose Duaso / Goya w wieku 78 lat. Goya skończył 78 lat 30 marca 1824 roku, a 2 maja tego samego roku złożył u króla prośbę o pozwolenie na wyjazd do Francji, dlatego portret powstał najprawdopodobniej w kwietniu. W tym samym roku Ferdynand VII ogłosił powszechną amnestię, a Goya otrzymał pozwolenie na wyjazd do Francji. Latem 1824 wyjechał do Bordeaux, miasta skupiającego hiszpańską burżuazję na emigracji.

## José Duaso y Latre
José Duaso y Latre (1775-1849) był hiszpańskim uczonym; studiował filozofię, prawo i matematykę. W 1799 roku został duchownym jezuitą. Był wikariuszem generalnym wojska Kastylii, Asturii i Galicji w czasie wojny o niepodległość. Uratował klejnoty oraz srebra z Pałacu Królewskiego przed grabieżą francuskiego wojska, za co otrzymał od króla Order Karola III. W 1813 roku został mianowany deputowanym w Aragonii. Był dobrze zorientowany w sprawach politycznych i gospodarczych, został także mianowany bibliotekarzem Hiszpańskiej Akademii Królewskiej. W 1824 roku został mianowany dyrektorem Muzeum Nauki, a w 1826 roku opiekunem Kaplicy Królewskiej i generałem broni – obie pozycje piastował aż do swojej śmierci. W swoim domu chronił i ukrywał wielu znajomych prześladowanych za liberalne poglądy.

## Analiza
Goya przedstawił José Duaso ubranego w czarne szaty z piuską na głowie. Na stroju wyróżniają się insygnia Orderu Karola III. W lewej ręce trzyma otwarty brewiarz; twarz wyraża skupienie na lekturze. Kompozycja jest prosta, ograniczona do niezbędnych elementów ukazujących życzliwą osobowość modela. Portret jest przykładem końcowego stylu Goi pozbawionego elementów anegdotycznych. Możliwe, że trudy ostatnich lat życia Goi odzwierciedliły się w bardziej wyrazistym i oszczędnym stylu malarskim.
Sposób przedstawienia postaci i niektóre elementy portretu, takie jak trudne do malowania ręce, znacznie wpływały na cenę obrazu. Z tego powodu na licznych portretach pędzla Goi ręce modeli są ukryte w połach kamizelki, za plecami modela, lub w inny sposób.

## Historia obrazu
Obraz został zidentyfikowany w 1954 w Madrycie przez historyka sztuki Sancheza Cantona, który zobaczył go w domu rodziny Rodríguez Bavé, krewnych José Duaso y Latre. Kilka miesięcy później obraz trafił do Muzeum Sztuk Pięknych w Sewilli.